# Firəngiz Əlizadə

Firəngiz Əlizadə

Firəngiz Əliağa qızı Əlizadə (russisch Франгиз Али-Заде, Frangis Ali-Sade; auch Franghiz Ali-Zadeh; * 28. Mai 1947 in Baku, Aserbaidschanische SSR) ist eine aserbaidschanische Pianistin und Komponistin.

## Leben
Əlizadə studierte am Konservatorium Baku Klavier und Komposition. Von 1973 bis 1976 war sie Aspirantin bei Qara Qarayev, danach unterrichtete sie am Konservatorium bis 1990 Musikgeschichte. Bis 1993 war sie Professorin für Zeitgenössische Musik und Geschichte der Orchesterstile. Von 1993 bis 1996 war sie Chorleiterin am Opernhaus von Mersin/Türkei, danach am dortigen Konservatorium Dozentin für Klavier und Musiktheorie. Bis 1999 wirkte sie erneut in Baku und übersiedelte dann nach Deutschland. 2000 wurde sie als Volkskünstlerin der Republik Aserbaidschan ausgezeichnet, 2008 wurde sie UN-Goodwill-Botschafterin und erhielt den Titel UNESCO Artist for Peace.

## Schaffen
1976 trat sie – erstmals vor westlichem Publikum – beim Musikfestival in Pesaro auf. Es folgten Einladungen u. a. nach Stockholm, Warschau, Berlin, London, Amsterdam, New York, Los Angeles und Mexiko. 1991 wurde ihr Streichquartett bei den Weltmusiktagen der Internationalen Gesellschaft für Neue Musik ISCM in Zürich aufgeführt. 1999 war sie die erste Frau, die als Composer in Residence am Lucerne Festival teilnahm. Interpreten wie Yo-Yo Ma, Kronos Quartet und Mstislaw Rostropowitsch führten ihre Werke auf. Als Pianistin setzt sie sich sowohl für Komponisten der früheren Sowjetunion wie Alfred Schnittke und Sofia Gubaidulina ein wie auch für die Zweite Wiener Schule um Arnold Schönberg sowie für Vertreter der westlichen Avantgarde wie John Cage, George Crumb und Olivier Messiaen. In ihren eigenen Kompositionen verbindet sie östliche Mugham-Traditionen mit Einflüssen westlicher zeitgenössischer Musik.

## Werke
- Klaviersonate in memoriam Alban Berg, 1970
- Habil-sajahi für Violoncello und präpariertes Klavier, 1979
- Music for Piano, 1987
- Dilogie II für Bläserquintett und Streichquartett, 1989–94
- Mugam-sajahi für Streichquartett mit Schlaginstrumenten, 1993
- Reise in die Unsterblichkeit für Bariton, gemischten Kammerchor, Ensemble und Tonband auf Gedichte von Nazim Hikmet, 1995–99
- Mirage für Tar und Kammerorchester, 1998
- Derwisch, 2000
- Apsheron-Quintet für Klavierquintett, 2001
- Konzert für Violoncello und Orchester, 2002
- Konzert für Marimba und Streichorchester, 2002
- Nağıllar, 2002
- Schüschtar, Metamorphosen für 12 Violoncelli, 2002
- Aşk havası, für Cello solo, 2003
- Sabah für Violine, Violoncello, Pipa und präpariertes Klavier, 2003
- Counteractions (Yanar dað), 2003
- Hommage, Orchesterstück, 2004
- Zikr, 2004
- Impromptus, Klaviertrio, 2004
- Muğflagamenco für Mugham-Stimme und Ensemble, 2010
- Schwindende Schönheit für Viola d’amore, Barockcello, Percussion und Harfe, 2016
- Nasimi-Passion für Bariton, Chor und Orchester, 2016
- Harmony für Kammerorchester, 2019
- Nizami Cosmology für Orchester (2021; UA 2022 Poole, Bournemouth Symphony Orchestra, Kirill Karabits)
- Summer Impression für Orchester (2022; UA 2022 Magdeburg, Mitteldeutsche Kammerphilharmonie, Jan Michael Horstmann)

## Schriften
- Über Kreativität. Vortrag beim Internationalen Symposium 2002 in Zermatt, in MusikTexte 100, Februar 2004, 98–100.

## Sekundärliteratur
- Ulrike Patow: Meditation und Ekstase. Porträt der aserbaidschanischen Komponistin und Pianistin Frangis Ali-sade. In: MusikTexte. Nr. 100, Februar 2004, ISSN 0178-8884, S. 91–97.